# Kaniów
Kaniów [ˈkaɲuf] é uma aldeia localizada na região administrativa de Bestwina, do condado de Bielsko-Biała, voivodia de Silésia, no sul da Polônia. A aldeia tem uma população de 2 926 habitantes.